# São Domingos do Cariri
Pour les articles homonymes, voir São Domingos et Domingos (homonymie).
São Domingos do Cariri est une ville brésilienne du centre de l'État de la Paraíba.
Sa population était estimée à 2 265 habitants en 2007. La municipalité s'étend sur 222 km2.